# 普林薩波卡

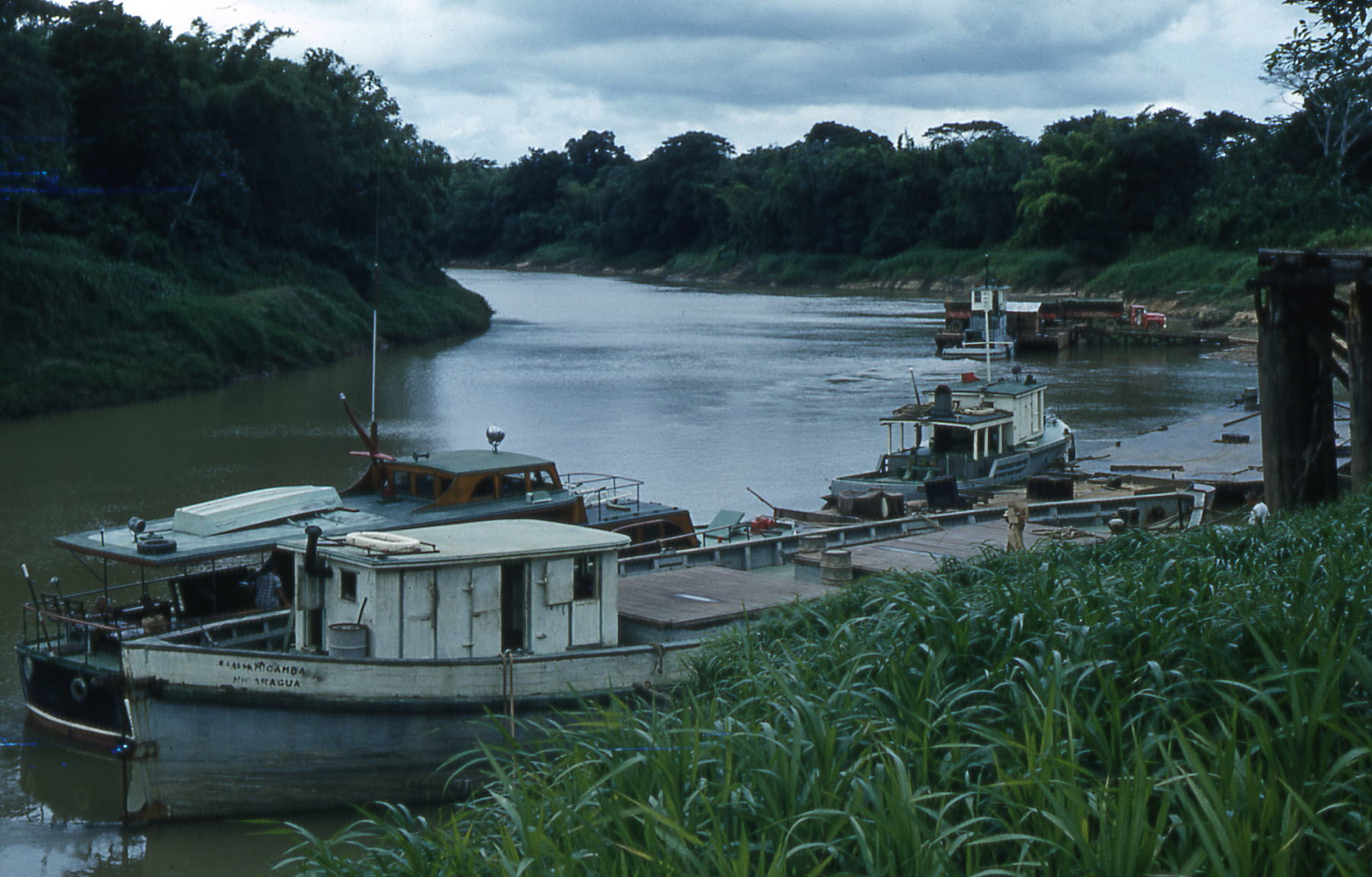

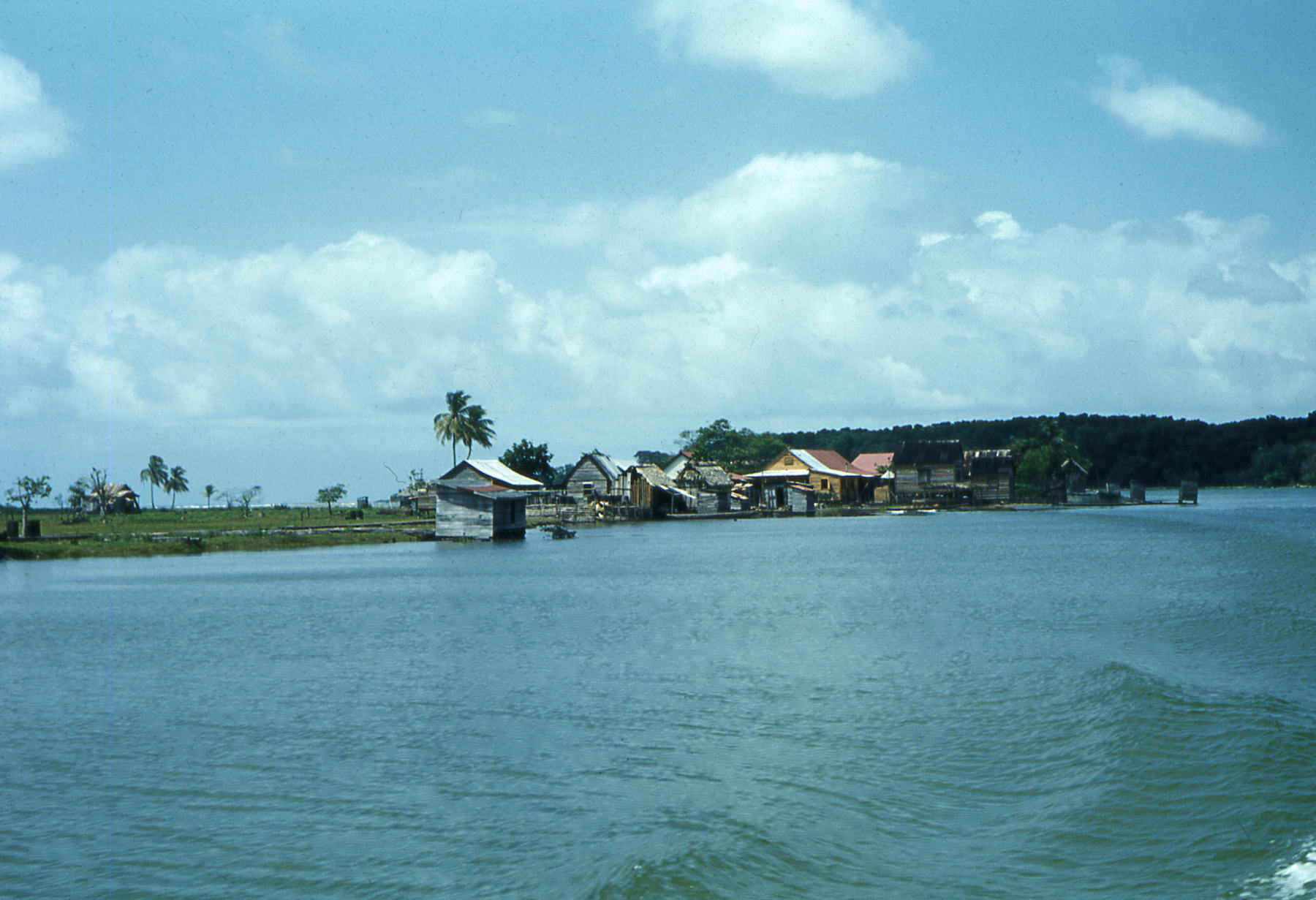

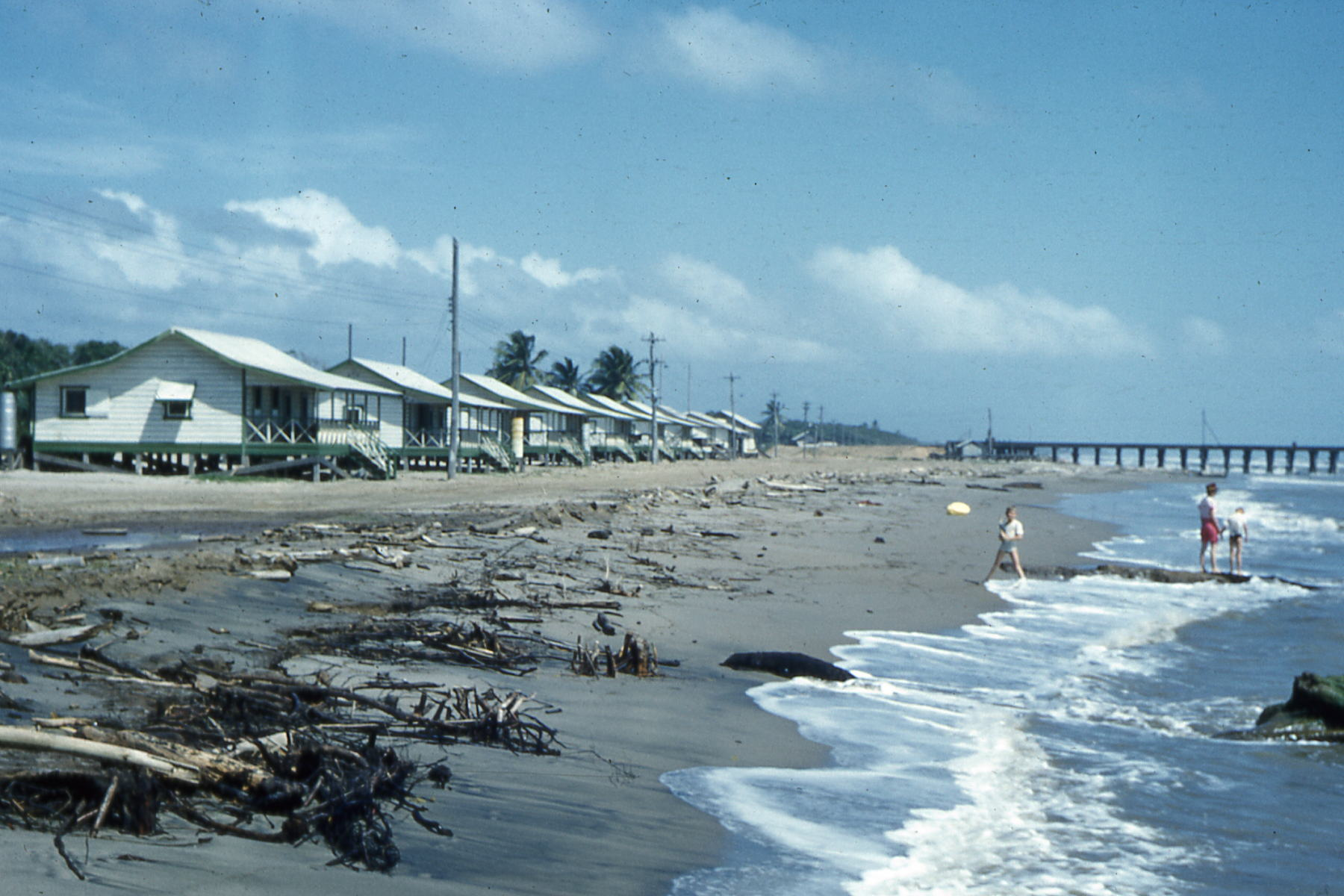

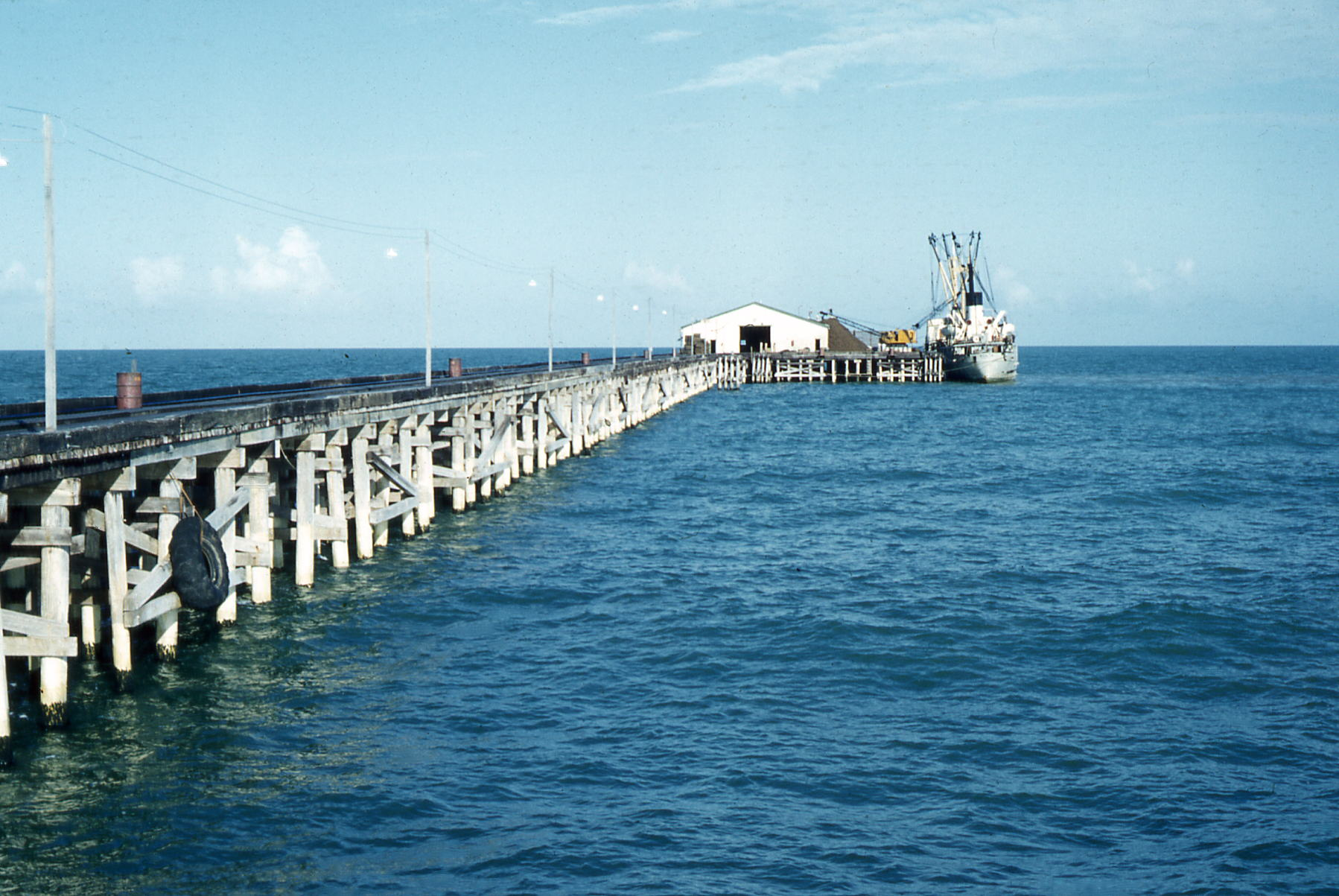

普林薩波卡（西班牙語：Prinzapolka），是尼加拉瓜的城鎮，位於該國東北部，由北大西洋自治區負責管轄，面積7,020平方公里，海拔高度5米，2005年人口16,105，人口密度每平方公里2.29人。
13°24′00″N 83°34′00″W / 13.4°N 83.566667°W